# 奥弗尔根讷
奥弗尔根讷（德語：Ovelgönne，發音：[ˈoːfl̩ˌɡœnə]）是德国下萨克森州威悉马施县的市镇，面积124.27平方千米，2023年12月31日人口为5,420人。